# France Bevk
France Bevk (Zakojca pri Cerknem, 1890. szeptember 17. – Ljubljana, 1970. szeptember 17.) szlovén realista író és népi elbeszélő. A legtermékenyebb szlovén irodalmárok közé sorolható, akiknél Ivan Cankar hatása érezhető, a hagyományra támaszkodott és a kortárs európai irodalomból merített.

## Életpályája
France Bevk 1890-ben született a Tolmin-vidéki Cerkno-hoz tartozó apró településen, Zakojcában, Szlovéniában, Európa egyik legkisebb etnikumának fiaként. Ez a terület sokáig az Osztrák-Magyar Monarchia része volt, majd az 1918-as versailles-i békeszerződés következtében olasz fennhatóság alá került.  
Már egész fiatal korában nagy érdeklődést mutatott a könyvek iránt. A 16. születésnapján leközölte a Domači prijatelj c. folyóirat Vstajenje („Kelés”) című karcolatát. Később, a tanítóképzőben Iskolatársaival irodalmi lapot jelentetett meg Alfa címmel. Érettségi után Orehekben, majd a hasonlóan kicsiny falucskában Novakiban tanított. Négy évvel az érettségi után besorozták a keleti frontra.
A háború alatt üldözték Ausztria-ellenes nézetei miatt. Amikor visszatért, otthagyta tanári állását és a ljubljanai Večerni List (Esti hírlap) munkatársa lett. Amikor a lap megszűnt, úgy döntött kulturális rovatot szervez a Slovenec (Szlovén) című újságban. Eközben népművészeti színpadot vezetett, ahol rendezőként is közreműködött.  
1920-ban visszatért az olasz elnyomás alatt sínylődő szlovének lakta területre, mégpedig (a ma is Olaszországhoz tartozó) Goricába, ahol élénk kulturális tevékenységet folytatott. A szlovén nyelv és kultúra melletti kiállása miatt többször ítélték háziőrizetre vagy rövidebb börtönbüntetésre. Olaszország kapitulációja után, 1943-ban partizánnak állt, és a tengermelléki felszabadítási mozgalom elnökeként vett részt a harcokban. A háború után kiemelkedő politikai tisztségeket töltött be a szlovén közéletben.
1970-ben hunyt el Ljubljanában. A II. világháború után alapított új szlovén város, Nova Gorica lakói Bevk emlékére szobrot állítottak, és a főteret valamint a város könyvtárát is róla nevezték el.

## Munkássága
Bevk irodalmi munkássága igen terjedelmes. Magába foglal verseket, történelmi és modern regényeket, novellákat, elbeszéléseket, karcolatokat, drámákat, ifjúsági elbeszéléseket és ifjúsági verseket, filmszövegkönyveket, útirajzokat és fordításokat. Munkásságának hetven éve alatt több mint 100 könyvet írt. Az első világháború alatt verseket írt, melyeknek jellegzetes a ritmusuk, vakmerő szimbolikájuk és az őszinte átélés érezhető bennük. Költészetére eleinte Župančič volt nagy hatással, később azonban költőként az expresszionizmus felé fordult. Ivan Cankar hatása a legérezhetőbb munkáin. Később a francia és orosz példák tanulmányozásával eljutott a realisztikus ábrázolásig. Munkái megjelentek szinte az összes lehetséges lapban és folyóiratban. 
Érdeklődött a polgárok, de a magányos hegyi parasztok életmódja iránt is. Munkáiban többnyire reális személyek jelennek meg, láttatja harcukat az életben maradásért, az igazságért, a szerelemért és a szépségért. Hősei, akiknél a fő mozgatórugó a szerelem, küzdene az életért, a földért, a hazáért, a birtokukért. Sok közülük kapzsi, mohó, telhetetlen, fösvény, néhány már elindult a bűn útján, vagy csak különc.
Az olasz fasizmus idején ellenszegült az erőszaknak és a szlovén nyelv és kultúra elpusztítására irányuló szándéknak. A cenzúra miatt nem tudta elveit nyíltan elmondani, ezért történeteit a múltba helyezte, de a történelmet csak kulisszának használta gondolatai kifejezéséhez.
Legismertebb parasztéletről szóló elbeszélései a Krivda (Hiba) és a Ljudje pod Osojnikom (Emberek az árnyék alatt). 
Kiemelkedő prózai művei közé tartozik az 1938-ban írói álnéven (Pavle Sedmak) megjelentetett Kaplan Martin Čedermac című regénye, mely 1979-ben az Európa Kiadónál is napvilágot látott A föld sója címmel. Főhőse egy falusi pap, aki az Olaszországhoz tartozó szlovén területen működve szembeszáll a fasiszta hatalom elnyomó intézkedésével, amikor az 1933-ban betiltja a szlovén nyelv használatát már nem csak az iskolában és a sajtóban, hanem a templomi szertartásokon is.
Már a háború előtt és utána is gyakran írt az ifjúságnak. Jó viszonya a gyerekekkel segítette, hogy úgy alkossa meg műveit, hogy azokból olvasói élvezetesen tanulhassanak. A legkisebbeknek meséket írt, a nagyobbaknak megmutatta a világot, kulturális ismereteket tanított, vagy saját életéről mesélt. Ifjúsági műveibe észrevehetetlenül csempészett bele ismereteket a természetről, társadalomról, az életről és a hazaszeretetről. Gyerekeknek szóló elbeszéléseiben közelíti meg legjobban stílusa és nyelvhasználata a népi nyelv tisztaságát és szépségét.
Bevk határozottan kitartott a szlovén nyelv mellett, és mint értelmiségi a szlovén népi tudat pártján állt. Munkáival erősítette a nemzeti öntudatot és előkészítette nemzetét a felszabadulásért vívott harcra.

## Magyarul megjelent művei
- Tito; ford. Bodrits István; Testvériség-Egység Kiadó, Noviszád, 1958
- Gyermekkorom hegyvilága; ford. Fehér Ferenc; Forum, Novi Sad, 1964
- Katicabogár; inː Drejček története; Forum, Novi Sad, 1966 (Történetek a népfelszabadító háborúból)
- A föld sója; ford., utószó Gállos Orsolya; Európa Kiadó, Bp., 1979